# FreQ Nasty
FreQ Nasty, de son vrai nom Darin Alexander McFadyen, est un producteur de musique électronique, basé à Los Angeles, en Californie, aux États-Unis. Né aux Fidji et élevé en Nouvelle-Zélande, la carrière artistique de McFadyen le mène à travers le monde, d'abord en tant que résident de la boîte de nuit Fabric à Londres, puis lors de multiples tournées en Europe et en Australie. Il réside aux États-Unis, où il devient une figure incontournable des festivals d'art et de musique nord-américains, notamment de Burning Man.

## Biographie
Né aux Fidji, McFadyen passe son enfance en Nouvelle-Zélande, où il commence à s'adapter la musique dès son plus jeune âge. Il attribue à ses parents le mérite de l'avoir initié à de nombreux genres musicaux, notamment le blues, le jazz et les styles musicaux polynésiens. Il reconnaît également avoir été fan inconditionnel des Beatles pendant son adolescence. À l'école, il apprend à jouer de la guitare et de la batterie, qu'il pratique dans divers groupes. Peu de temps après avoir commencé à écrire de la musique, il devient DJ et produit son propre style de musique électronique, en s'inspirant d'artistes tels que Funkadelic, Billy Boyo and the Greensleeves et Public Enemy. Outre ses activités de musicien, McFadyen pratique également le yoga et le bouddhisme depuis longtemps. Il pratique le yoga depuis 1999 avec la lignée Satyananda à Londres, et a également étudié le yoga et le bouddhisme avec le moine bouddhiste et professeur de religion comparée, le vénérable Sumati Marut, depuis le début de l'année.

## Discographie

### Albums studio
- 1999 : Freq's, Geeks and Mutilations (Botchit and Scarper Records[2])
- 2006 : Bring Me the Head of Freq Nasty (Skint Records)

### Singles et EP
- 1997 : Underglass (Botchit and Scarper Records)
- 1997 : Freqazoid (Botchit and Scarper Records)
- 1997 : FreQ Nasty feat. Phoebe One - Boomin' Back Atcha (Botchit and Scarper Records)
- 1999 : Move Back (Botchit and Scarper Records)
- 2000 : David Tipper / FreQ Nasty and DJ Dee Kline - Electric Kingdom Vol. 2, Part 1 (Electric Kingdom)
- 2001 : Fresh / One More Time (Skint Records)
- 2001 : Transforma / Amped (Skint Records)
- 2001 : That's My Style (Skint Records)
- 2002 : DJ Dee Kline vs. FreQ Nasty - Every Posse and Crew (Rat Records)
- 2003 : FreQ Nasty feat. Rodney P - Come Let Me Know (Skint Records)
- 2004 : Punkadelic (Skint Records)
- 2004 : Sil Num Tao (Skint Records)
- 2004 : Brooklyn to Brixton (Skint Records)
- 2005 : Mad Situation feat. Junior Delgado (Skint Records)
- 2008 : FreQ Nasty vs. Bassnectar - Viva Tibet
- 2011 : Dread at the Controls (Muti Music)
- 2011 : Warm Dark Place (Eyes on the Prize)
- 2011 : Low FreQuency Pureland (FreQ Nasty Recordings)
- 2012 : Bon Merde (High Chai)
- 2012 : Dread at the Controls Remixed (Muti Music)

### DJ mixes
- 2002 : Y4K: Next Level Breaks (Distinctive Breaks Records)
- 2006 : Breakspoll Presents: Vol.2 (Super Charged)
- 2008 : Fabric Live 42 (Fabric)